# Famille normale
En mathématiques, et plus précisément en analyse, une famille normale est une famille de fonctions holomorphes 
(analytiques complexes) dans un domaine D ouvert telle que de toute suite de termes de la famille on peut extraire une sous-suite uniformément convergente sur les parties compactes de D.
Il se peut que la limite de la suite convergente n'appartienne pas à la famille.
La fonction limite peut être la constante infinie. Donc toute fonction limite est partout finie, ou bien est la constante infinie.
Remarque : la famille est indexée mais l'ensemble d'indices n'est pas nécessairement dénombrable.

## Notations et vocabulaire
- Un point est dit intérieur à un domaine D s'il existe un disque centré en ce point et de rayon non nul dont tous les points sont éléments de D.
- On dit d'un ensemble E de points qu'il est complètement intérieur à D si tous les points de l'adhérence de E sont intérieurs à D.
- Dans la suite, sauf mention contraire, le domaine considéré est ouvert, c'est-à-dire que tous ses points lui sont intérieurs.

## Prologue
Avant que la notion de famille normale n'apparaisse sous la plume de Paul Montel en 1912, plusieurs mathématiciens avaient découvert des résultats allant dans ce sens.
Par exemple le théorème de Stieltjes (1894) :
«  Étant donné une suite de fonctions holomorphes et bornées dans leur ensemble dans un domaine D, si cette suite converge uniformément dans un domaine intérieur, elle converge uniformément dans l'intérieur de D. »
et Vitali avait donné le théorème suivant (1903) :
« Si une suite de fonctions holomorphes et bornées dans leur ensemble dans l'intérieur d'un domaine D converge  en une infinité de points complètement intérieurs à D, la suite converge uniformément dans l'intérieur de ce domaine. »
On avait également démontré le résultat suivant :
« Soit une famille de fonctions holomorphes f(z) dans un domaine D vérifiant, dans ce domaine, l'inégalité |f(z)-a|>m.
Alors il existe une suite extraite  de la famille qui converge uniformément à l'intérieur de D vers une fonction limite qui peut être la constante infinie.  »

## Propriétés des familles normales

### Transformation conforme
La normalité de la famille se conserve par transformation conforme.

### Normalité en un point
Une famille est dite normale en un point s'il existe un disque ayant ce point pour centre et tel que la famille soit normale dans ce disque.
«  Si une famille est normale dans un domaine ouvert D, elle est normale en chacun des points du domaine. »
La réciproque est également vraie :
«  Si une famille est normale en chaque point d'un domaine, elle est normale dans ce domaine. »

### Fonctions normales bornées
« Si les valeurs des fonctions d'une famille normale dans un domaine D sont bornées en un point fixe de ce domaine, les fonctions sont bornées dans leur ensemble dans chaque domaine complètement intérieur à D. »
On peut ainsi appliquer le théorème de Stieltjes ou le théorème de Vitali aux familles normales.

### Nombre de solutions def(z) =a
«  Si une famille normale dans un domaine D borné est telle qu'il existe pour chaque fonction {\displaystyle g_{n}} de la famille une solution dans D à l'équation {\displaystyle g_{n}(z)=b} pour un b fixé et que la famille n'admet aucune fonction limite g égale à la constante a, le nombre des solutions de l'équation {\displaystyle g_{n}(z)=a} contenues dans D est borné pour toutes les fonctions de la famille. »
Il faut entendre par solution contenue dans D un point intérieur à D.

### Point irrégulier
On dit d'un point P qu'il est irrégulier pour une famille si la famille n'est pas normale en ce point. Ces points irréguliers sont également appelés « points de Julia ».
«  Si une famille n'est pas normale dans un domaine D, il existe un point irrégulier intérieur au domaine. »
«  Pour une famille de fonctions holomorphes bornées en chaque point, les points irréguliers forment un ensemble parfait non dense, continu et d'un seul tenant avec la frontière du domaine. »

## Critère de normalité
« Toute famille de fonctions holomorphes dans un domaine D où elles ne prennent ni la valeur a ni la valeur b est normale dans ce domaine. »
On dit que a est une valeur exceptionnelle pour f dans le domaine D si f ne prend pas la valeur a dans ce domaine.
le théorème précédent s'écrit donc 
« Toute famille de fonctions holomorphes dans un domaine D où elles admettent deux valeurs exceptionnelles communes est normale dans ce domaine. »

## Applications
Dans la suite, il est donné des exemples de familles normales, des cas où la famille n'est pas normale ainsi que les principales applications de la théorie.

### Exemples
- Soit une famille de fonctions f ne prenant pas les valeurs a et b, variables avec f mais telles que |a| <M, |b| <M et |a-b| > d, M et d étant des nombres fixés. Alors la famille est normale.
- La famille formée des primitives des fonctions d'une famille holomorphe bornée à l'intérieur de D est une famille normale dans D.
- La famille {f(z)+n}, où f(z) est une fonction analytique dans un domaine D quelconque, est normale dans D. La fonction limite est +∞.
- Soit f(z) une fonction entière non constante. La famille de fonctions entières définies par {\displaystyle f_{n}(z)=f(2^{n}z)} n'est pas normale dans le cercle |z|<2.

### Le théorèmedeHarnack
Soit une suite infinie de fonctions harmoniques sur un domaine D et telles qu'en chaque point de D, on ait {\displaystyle u_{1}\leq u_{2}\leq \ldots \leq u_{n}\leq \ldots }, alors la suite converge uniformément vers une fonction harmonique ou vers l'infini. La suite forme une famille normale. Si la suite est bornée en un point P intérieur à D, elle converge donc uniformément vers une fonction harmonique à l'intérieur de D. C'est le théorème de Harnack.

### Le théorème de F. etR. Nevanlinna
«  Une condition nécessaire est suffisante pour qu'une fonction holomorphe dans le domaine D soit le quotient de deux fonctions bornées est que la suite des fonctions harmoniques {\displaystyle u_{n}}, qui prennent les valeurs {\displaystyle \log ^{+}|f(z)|} sur une suite de contours {\displaystyle C_{n}} limitant des domaines emboités de limite D, soit bornée en un point de ce domaine. »

### Lesdeux théorèmesdePicard
«  Une fonction entière qui ne se réduit à une constante prend toutes les valeurs sauf un au plus. »
«  Une fonction holomorphe ayant une singularité essentielle prend, sur tout voisinage de cette singularité, tout nombre complexe une infinité de fois comme valeur, sauf peut-être un. »

### Le théorème de l'application conforme
La notion de famille normale est utilisée dans la démonstration du théorème de l'application conforme de Riemann.

### Lethéorème de Paul Montel
« Si F est une famille de fonctions holomorphes dans un domaine D uniformément bornée sur tout compact de D, alors elle est normale. »

### Le théorème de Gu
«  Soient D un domaine, a et b deux nombres complexes (b non nul) et k un entier positif non nul. Soit F une famille de fonctions méromorphes dans D telle que chacune des équations
{\displaystyle f_{n}(z)=a,f_{n}^{(k)}(z)=b} n'ait pas de solution dans D. Alors la famille est normale dans D. »

### Le théorème deMiranda(it)
«  Toute famille de fonctions f(z) holomorphes dans un domaine D où elles ne prennent pas la valeur  a et où leurs dérivées d'ordres ν ne prennent pas la valeur non nulle b, est normale dans D.  »